# Gurdaspur (stad)
Gurdaspur is een nagar panchayat (plaats) in het district Gurdaspur van de Indiase staat Punjab. 

## Demografie
Volgens de Indiase volkstelling van 2001 wonen er 67.455 mensen in Gurdaspur, waarvan 53% mannelijk en 47% vrouwelijk is. De plaats heeft een alfabetiseringsgraad van 78%. 